# Jean Michelin (homme politique)
Pour les articles homonymes, voir Jean Michelin et Michelin.
Jean Michelin, né le 15 octobre 1907 à Auxonne (Côte-d'Or) et mort le 21 avril 1973 à La Colle-sur-Loup (Alpes-Maritimes), est un homme politique français.

## Biographie
À la suite de la démission de Jean Coupigny, une élection partielle est organisée. Jean Michelin est élu au Conseil de la République,.